# Neamblysomus gunningi
Neamblysomus gunningi é uma espécie de mamífero da família Chrysochloridae. É endêmica da África do Sul, onde é encontrada apenas nas escarpas norte da Cordilheira Drakensberg, entre Haenertsburg, New Agatha e Tzaneen, na província de Limpopo.